# U Nemocnice

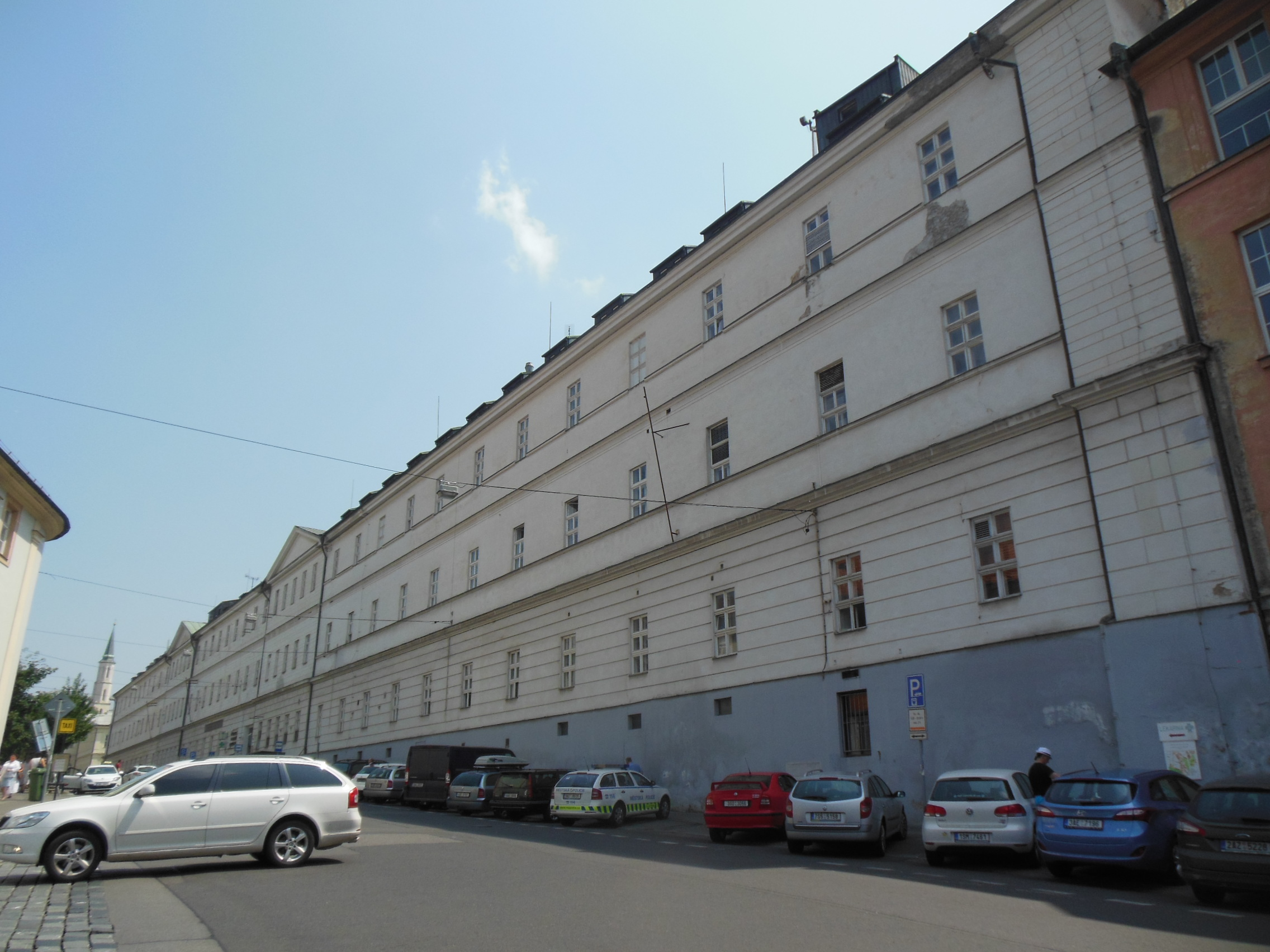
Budova Všeobecné fakultní nemocnice po které nese ulice jméno

U Nemocnice je název ulice v Praze 2, která spojuje Karlovo náměstí s křižovatkou ulic Lípová, Kateřinská a Viničná. Je orientována východ-západ. Veškeré budovy v ulici jsou nemocnice, nebo lékařské fakulty. Odtud pochází i název ulice. Prvním domem vlevo je Knihovna Ústavu hematologie a krevní transfúse a za ním jeho nemocniční zařízení, které ale již leží na Karlově náměstí a je součástí bývalé jezuitské koleje. Dále vlevo je Anatomický ústav 1. lékařské fakulty Univerzity Karlovy v Praze a další budova té samé fakulty. Napravo je jediné číslo a sice 2 až na křižovatce ulic U Nemocnice a Pod Větrovem – další objekt 1. lékařské fakulty. Předchozí budova je Všeobecná fakultní nemocnice spadající ale na Karlovo náměstí. 
Ulice U Nemocnice je oboustranně průjezdná se všemi typy zón placeného stání a autobusovou zastávkou U Nemocnice linky číslo 148 spojující jižní části Nového Města. 
V oblasti Karlova Náměstí navazují ulice Vyšehradská a Na Moráni.

## Galerie

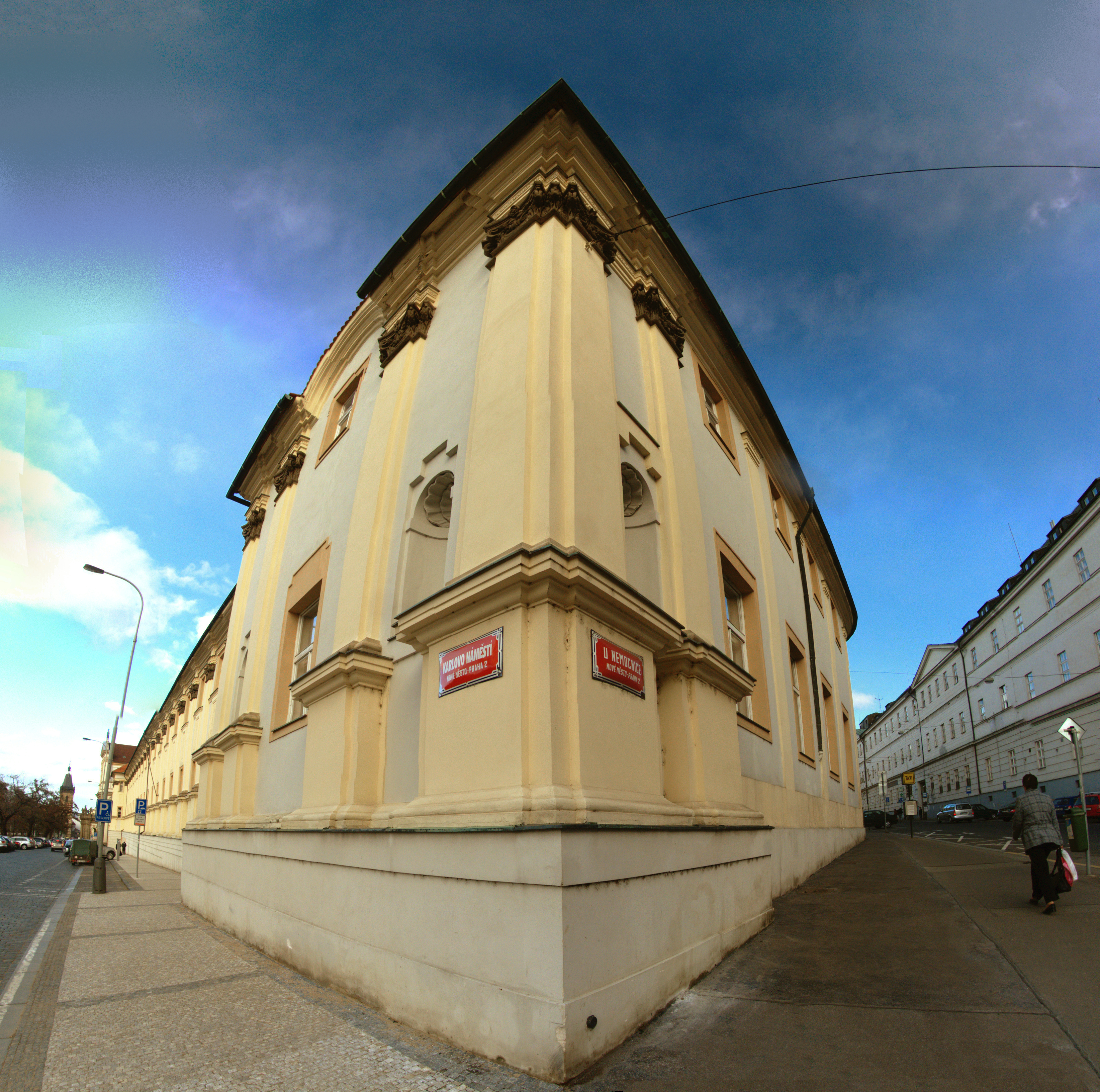
Roh Karlova náměstí a ulice U Nemocnice tvoří nemocnice, původně jezuitská kolej
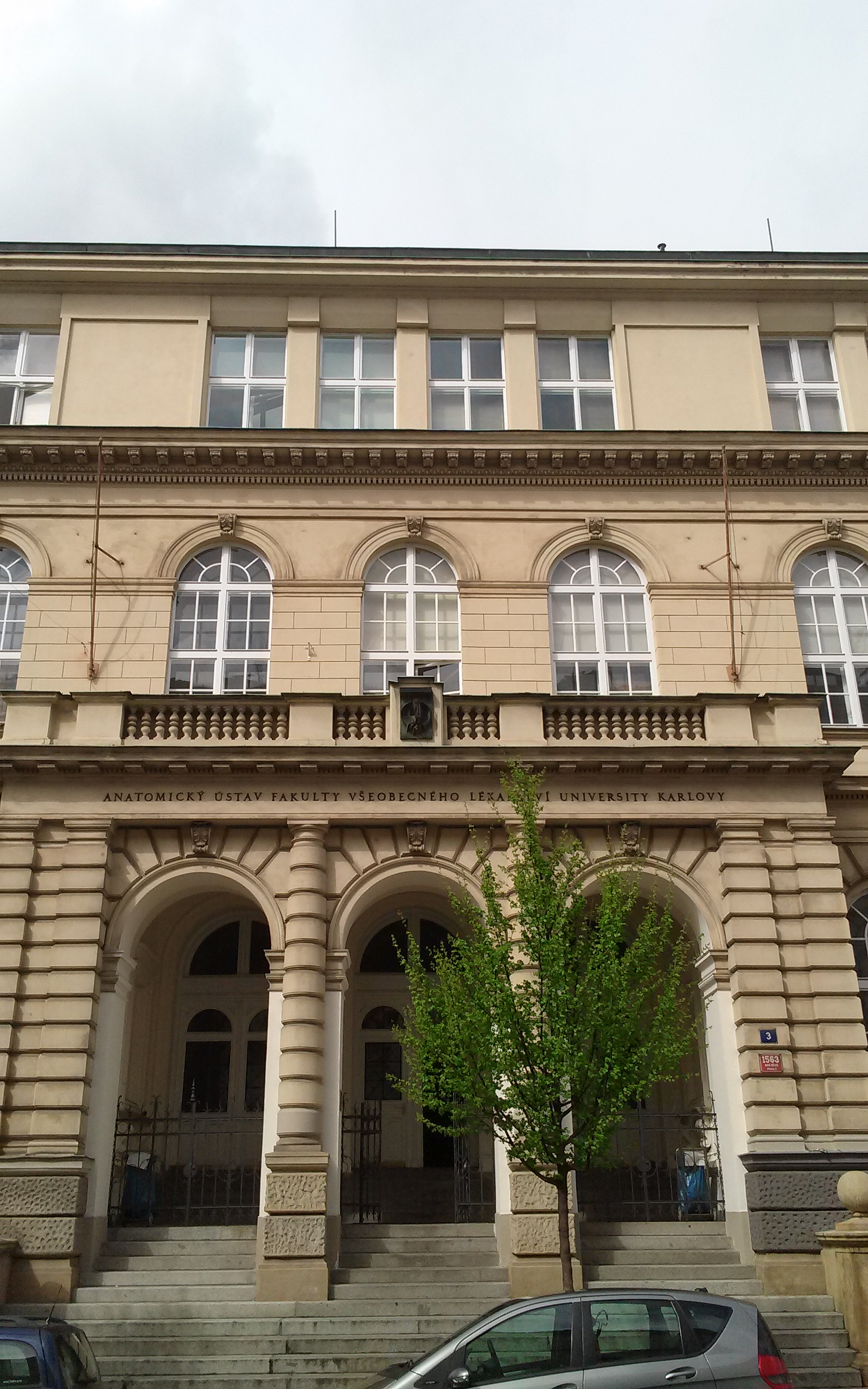
Anatomický ústav, vstupní portál
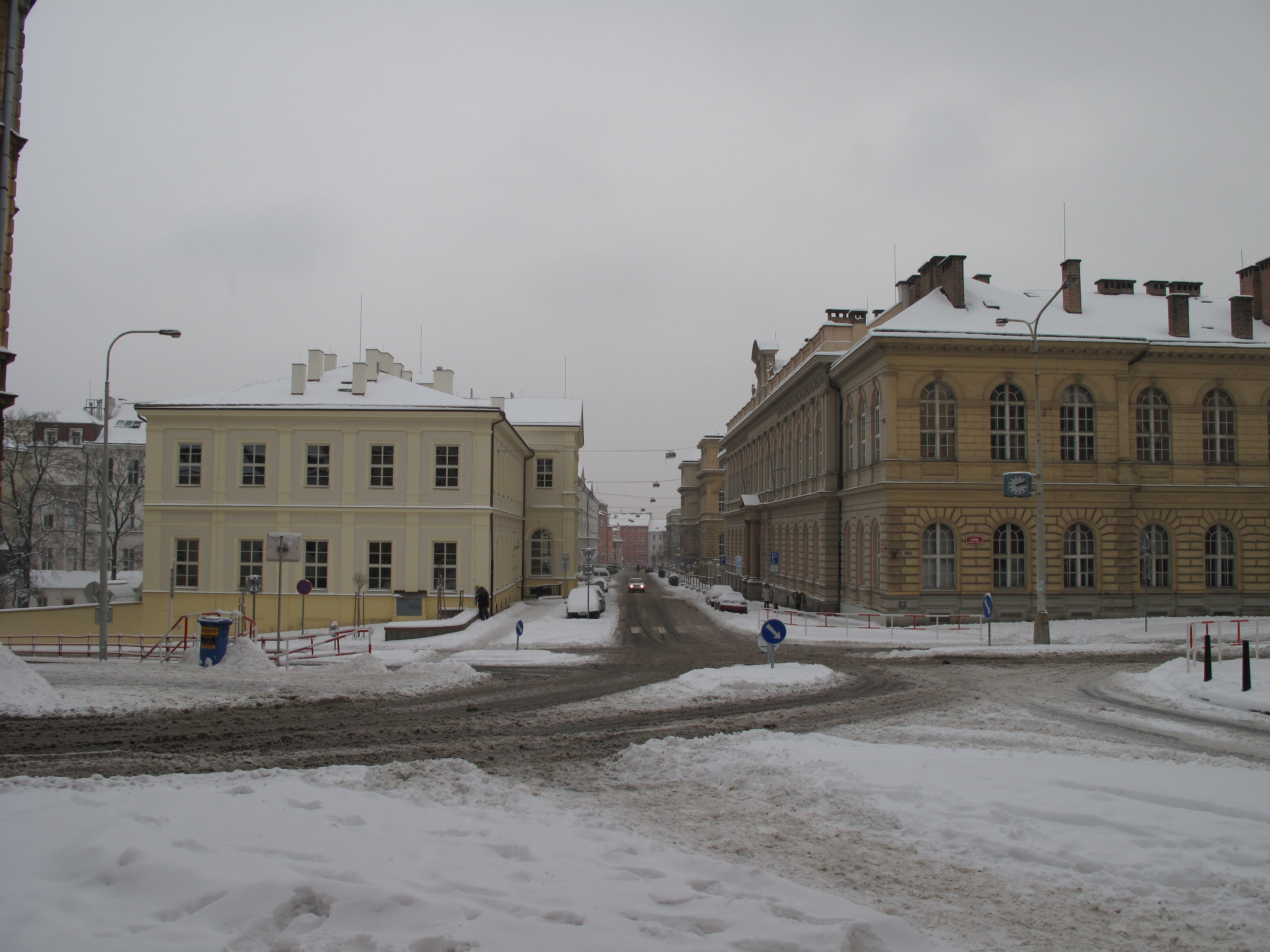
Zimní pohled do ulice od východu